# ویلمو فروند
ویلمو فروند (انگلیسی: Vilmos Freund; ۱۲ اوت ۱۸۴۶ – ۲۶ ژوئن ۱۹۲۰) معمار اهل پادشاهی مجارستان بود.